# 早岐警察署
早岐警察署（はいきけいさつしょ, Haiki Police Station）は、長崎県警察が設置している警察署の一つである。

## 所在地
- 長崎県佐世保市勝海町136番地
  - 地図を表示

## 管轄区域
- 佐世保市南部
  - 早岐支所管内
  - 三川内支所管内
  - 宮支所管内
  - 江上支所管内
  - 針尾支所管内
  - 日宇支所管内の一部

## 沿革

### 明治
- 1876年（明治9年）1月 - 平戸警察出張所早岐屯所が設置される。
- 1878年（明治11年）
  - 1月 - 平戸警察署早岐分署となる。
  - 11月 - 移管により、大村警察署早岐分署となる。
- 1896年（明治29年）6月 - 移管により、佐世保警察署早岐分署となる。

### 大正
- 1926年（大正15年）7月 - 分署制度廃止に伴い、早岐警察署となる。

### 昭和
- 1946年（昭和21年）
  - 7月 - 管内の針尾地区（旧針尾海兵団跡地）で実施されていた不法入国者収容・送還業務に係る警備のため、署員の増員を行い、針尾警備隊を編成。
  - 8月 - 業務の急増により、針尾地区の不法入国警備業務は県警察部直轄に移行。長崎県針尾出張所が設置される。
  - 12月20日 - 針尾地区不法入国警備業務が再び早岐警察署に移管され、針尾派遣隊を設置。
- 1948年（昭和23年）
  - 2月1日
    - 国家地方警察長崎県本部東彼地区警察署を設置。
      - 管轄区域
        - 東彼杵郡5村（崎針尾村、江上村、宮村、折尾瀬村、千綿村、彼杵村）
        - 北松浦郡2村（柚木村、黒島村）

    - 針尾地区不法入国警備業務が国警長崎県本部の直轄となる。

  - 3月 - 国警長崎県本部針尾警備隊が設置される。
  - 3月7日 - 自治体警察としての佐世保市警察発足。佐世保市警察署早岐警部派出所となる。
  - 8月1日 - 針尾警備隊を針尾警備課に改称。
- 1950年（昭和25年）
  - 4月1日 - 市警察機構改革により、佐世保市警察署早岐地区警ら隊に改称。
  - 12月21日 - 針尾地区不法入国警備業務が出入国管理庁に移管され、国警長崎県本部針尾警備課が廃止。
- 1951年（昭和26年）10月1日 - 東彼地区警察署を早岐地区警察署に改称。
- 1954年（昭和29年）7月1日 - 市警察と国警長崎県本部早岐地区警察署を廃止し、長崎県警察早岐警察署（現在名）として再発足。
- 1978年（昭和53年）8月19日 - 現庁舎落成。

### 平成
- 2006年（平成18年）4月 - 交番・駐在所の統廃合を開始。

## 内部組織[1]
- 警務課
  - 警務係
  - 留置係
  - 看守第一係
  - 看守第二係
  - 看守第三係
- 会計課
  - 会計係
- 生活安全課
  - 生活安全係
  - 生活安全捜査係
- 地域課
  - 企画指導係
  - 地域第一係
  - 地域第二係
  - 地域第三係
- 刑事課
  - 庶務係
  - 強行犯係
  - 盗犯係
  - 知能・組織犯罪対策係
  - 鑑識係
- 交通課
  - 交通総務係
  - 交通指導捜査係
  - 交通特命捜査係
- 警備課
  - 警備係

## 交番
（　　）は読み仮名と所在地を表す。
- 交番数---4 
  - 江上交番（えがみ、佐世保市指方町694番1、北緯33度6分50.5秒 東経129度47分23秒）
  - 大塔交番（だいとう、佐世保市大塔町616番2、北緯33度9分4.7秒 東経129度46分46.2秒）
  - 早岐交番（はいき、佐世保市早岐1丁目13番22、北緯33度8分14秒 東経129度47分50.5秒）
  - 広田交番（ひろた、佐世保市広田3丁目38番29、北緯33度7分18.6秒 東経129度48分1.1秒）

## 駐在所
- 駐在所数---4 
  - 木原町警察官駐在所（きはらちょう、佐世保市木原町13番4、北緯33度10分4.5秒 東経129度50分29.9秒）
  - 針尾警察官駐在所（はりお、佐世保市針尾東町621番1、北緯33度4分53.8秒 東経129度45分20.9秒）
  - 三川内警察官駐在所（みかわち、佐世保市三川内本町374番8、北緯33度9分18.1秒 東経129度49分49.3秒）
  - 宮警察官駐在所（みや、佐世保市萩坂町1748番4、北緯33度5分14.2秒 東経129度48分59.6秒）

## 廃止された交番・駐在所
（　）は読み、所在地だった場所。---は廃止後に所管区が移された交番・駐在所を表す。
- 2006年（平成18年）
  - 南風崎町警察（はえのさきちょう、佐世保市南風崎町137番1）---宮警察官駐在所
- 2008年（平成20年）
  - 花高警察官駐在所（はなたか、佐世保市花高1丁目4-1）
  - 権常寺町警察官駐在所（ごんじょうじちょう、佐世保市権常寺町1446-4）